# Rosemarie Løgstrup
Rosemarie Løgstrup, født Rosalie Maria Pauly (21. september 1914 i Breslau– 26. oktober 2005 på Djursland) var gift med teologen og filosoffen K.E. Løgstrup, som hun mødte i 1933 ved universitet i Freiburg, hvor de begge gik til forelæsninger hos den tyske filosof Martin Heidegger.
Rosemarie Løgstrup indvirkede på K.E. Løgstrups tænkning samtidig med, at hun oversatte hans værker til tysk.